# Strasser Albert
Strasser Albert (Lissa (Csehország), 1833. ? ? – Temesvár, 1894. január 16.) közgazdász, ipar- és kereskedelmi kamarai titkár Temesvárt, városi képviselő, a Ferenc József-rend lovagja.

## Élete
A gimnáziumot Prágában végezte; 23 éves korában a császári hadseregbe lépett és 1856-ban alhadnagy lett. 1859-ben végezte a jogi akadémiát Nagyszebenben és 1861-ben ügyvédi (és közjegyzői) vizsgát tett. Temesvárt telepedett le és a temesvári Lloyd-társaság titkára volt 1871-73-ban; kereskedelmi ismereteit gyarapítandó 1873-ban a bécsi kiállítást látogatta. 1874-ben Temesvár város tanácsának tagja lett. 1876. áprilisban a temesvári újonnan alapított ipar- és kereskedelmi kamara titkárának választatott. 1885-ben írói 25 éves jubileumát ülte. 1882-ben megkapta a Ferenc József-rendet. Az 1886. évi millenniumi kiállításban is részt vett.

## Munkái
- Bericht über die 1885-er Landesausstellung in Budapest. Temesvár, 1885.
- Die Bestimmungen über den Hausierer-Handel, wie solche... in Ungarn in Kraft bestehen. Uo. 1886.

Szerkesztette a Neue Temesvarer Zeitungot 1868. jan. 1-től 1882. jún. 17-ig; Union címen a temesvári szabadkőműves páholy közlönyét 1871-73. időhöz nem kötve, a Laterne c. élclapot 1880-ban két hónapig, a Temesvarer Lloyd c. napilapot 1882. aug. 1-től okt. 15-ig, a Südungarischer Lloyd c. napilapot 1882. nov. 16-tól 1884-ig és a Temesvári kiállítási Közleményeket 1891. márc. 15-től okt. 8-ig, összesen 25 számát.